# Alexandra Mountains
Alexandra Mountains är en bergskedja i Antarktis. Det ligger i Västantarktis. Nya Zeeland gör anspråk på området.
Terrängen runt Alexandra Mountains är kuperad åt sydväst, men åt nordost är den platt. Trakten är obefolkad. Det finns inga samhällen i närheten.